# Camille Jurien de la Gravière
Pour les articles homonymes, voir Jurien de la Gravière.
Marie-Antoinette-Camille Panon Desbassayns, dite Camille Jurien de la Gravière, ou « Maman Camille », née le 4 août 1811 à l'île Bourbon et morte le 11 août 1878 à Prouilhe, est une personnalité de la société coloniale de La Réunion au XIXe siècle.
Fille du riche planteur esclavagiste Joseph Desbassayns, Marie-Antoinette-Camille Panon Desbassayns est connue pour avoir financé des œuvres sociales à partir des indemnités reçues par les familles esclavagistes lors de l'abolition de 1848.